# Yun Young-sook
Yun Young-sook (hangul: 윤영숙; ur. 10 września 1971) – koreańska łuczniczka. Dwukrotna medalistka olimpijska z Seulu.
Zawody w 1988 były jedynymi igrzyskami olimpijskimi. W rywalizacji indywidualnej zajęła trzecie miejsce, wyprzedziły ją rodaczki Kim Soo-nyung i Wang Hee-kyung. Wspólnie triumfowały w konkursie drużynowym.